# Flughafen Paysandú Tydeo Larre Borges

i7
i11
i13
Der Aeropuerto Paysandú Tydeo Larre Borges (IATA-Code: PDU – ICAO-Code: SUPU) ist ein Flughafen in Uruguay. Er dient der Allgemeinen Luftfahrt; 2016 gab es keine Linienflüge.
Der nach Tydeo Larre Borges benannte Flughafen liegt sechs Kilometer südlich der Stadt Paysandú im Departamento Paysandú im Westen Uruguays nahe dem Río Uruguay und der dort verlaufenden Grenze zu Argentinien.